# Veeriku
Veeriku est un quartier de Tartu en  Estonie. 

## Démographie
Au 31 décembre 2013, Veeriku compte 5 561 habitants. 
Sa superficie est de 2,81 km2. 